# ملعب هاسيلي كروفورد

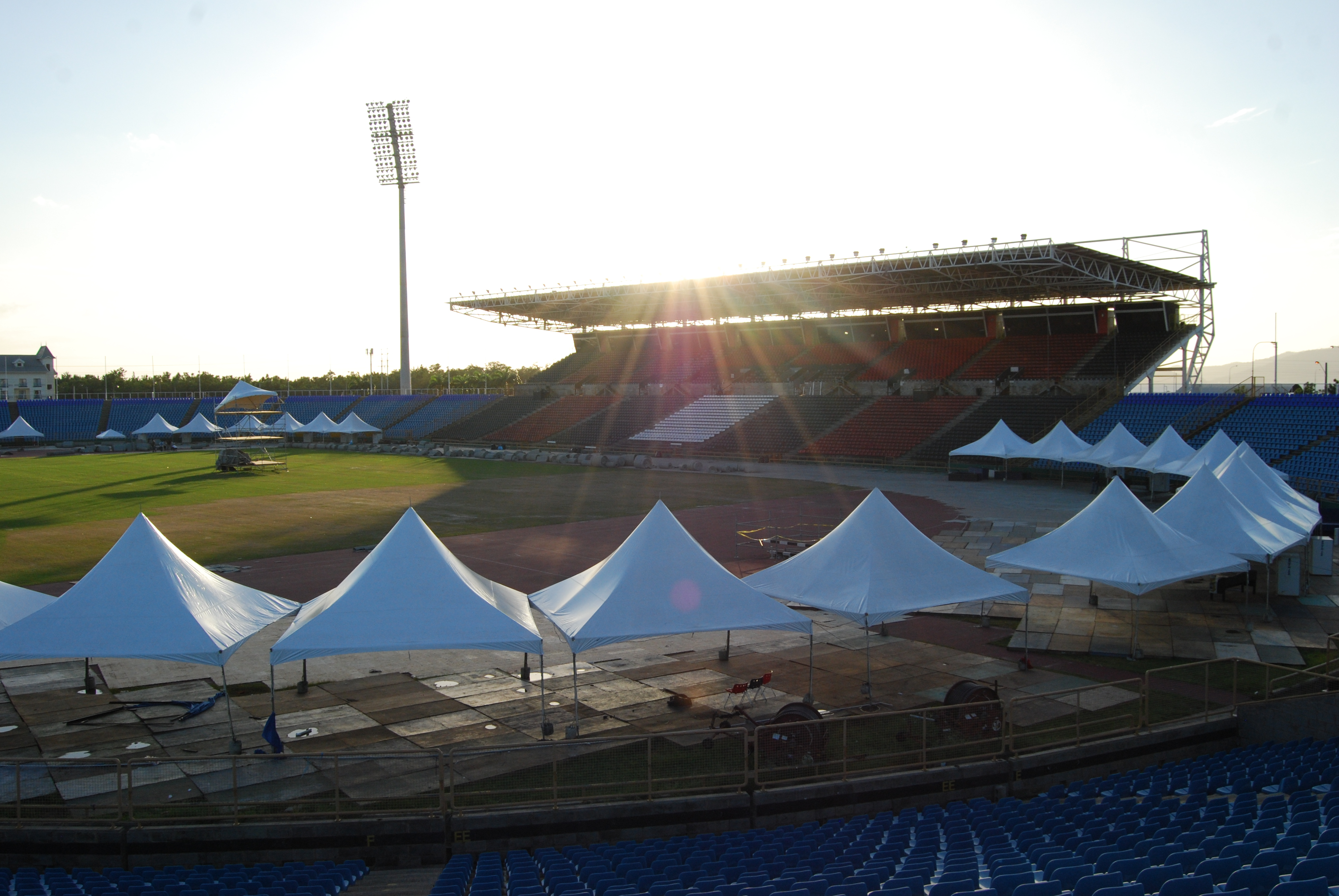

ملعب هاسيلي كروفورد هو ملعب كرة قدم يقع في بورت أوف سبين عاصمة ترينيداد وتوباغو . يسع الملعب لجلوس 27 ألف متفرج . يعتبر الملعب الرسمي الذي يخوض فيه منتخب ترينيداد وتوباغو مبارياته الدولية . تم افتتاح الملعب في سنة 1980 .